# Paris (album The Cure)
Paris – czwarty koncertowy album zespołu The Cure wydany 23 października 1993 nakładem wytwórni Fiction Records.

## Lista utworów
Według:
1. The Figurehead – 7:26
2. One Hundred Years – 7:15
3. At Night – 6:39
4. Play For Today – 3:50
5. Apart – 6:37
6. In Your House – 3:59
7. Lovesong – 3:31
8. Catch – 2:41
9. A Letter To Elise – 4:50
10. Dressing Up – 2:49
11. Charlotte Sometimes – 3:58
12. Close To Me – 3:57